# Harry Hestad
Harry Hestad (Molde, 7 november 1944) is een voormalig Noors profvoetballer, die speelde als aanvaller gedurende zijn loopbaan. Hij kwam uit voor Molde FK en FC Den Haag. In Den Haag speelde hij twee seizoenen samen met zijn landgenoot Harald Berg. Hij beëindigde zijn spelerscarrière in 1979. Hestad stapte nadien het trainersvak in.

## Interlandcarrière
Hestad speelde in totaal 31 interlands (vijf doelpunten) in het Noors voetbalelftal. Onder leiding van bondscoach Wilhelm Kment maakte hij zijn debuut in de nationale A-ploeg op 8 mei 1969 in de vriendschappelijke wedstrijd tegen Mexico (0–2). Hij viel in dat duel na 45 minuten in voor Harald Berg.